# Видный (миноносец)
«Видный» — эскадренный миноносец типа «Буйный», достроенный по проекту миноносцев типа «Грозный».

## История корабля
В 1901 году зачислен в списки судов Балтийского флота и заложен на судоверфи Невского судостроительного и механического завода в Санкт-Петербурге. 12 февраля 1902 года было принято решение в качестве опыта заменить на «Видном» паровые машины нефтяными моторами мощностью по 3000 л. с. конструкции инженера Б. Г. Луцкого, контракт на разработку которых подписали 29 сентября 1901 года. До русско-японской войны закончить перестройку миноносца не удалось, поэтому на миноносце смонтировали обычные котлы и паровые машины. Благодаря задержке в постройке его достроили с учётом опыта боевых действий — носовой торпедный аппарат демонтировали и изменили состав артиллерийского вооружения.
Участвовал в Первой мировой войне и Февральской революции. 30 марта 1918 года из-за невозможности проводки во льдах, оставлен в Гельсингфорсе, где был интернирован германским командованием, но вскоре возвращён в Кронштадт. В марте 1922 года передан Водолазной школе Морских сил Балтийского моря, а 21 ноября 1925 года исключён из списков судов РККФ и 5 октября 1926 года сдан Комгосфондов для реализации.

## Командиры
- 13.06.1905 — 18.09.1905 — капитан 2-го ранга Скорупо, Фома Ромуальдович
- 18.09.1905 — хх.хх.1905 — капитан 2-го ранга Бурхановский, Виктор Захарович
- 1906—1907 — Баль, Пётр Петрович
- 1907—1909 — Максимов А. П.
- 1910—1913 — Старк, Александр Оскарович
- 1915—1916 — Пилсудский, Георгий Сигизмундович
- 1916—1917 — Пилипенко, Александр Семёнович (1881—1953, Париж), капитан 2 ранга (МК-03).